# Radatice
Radatice (in ungherese Radácsszentimre) è un comune della Slovacchia facente parte del distretto di Prešov, nella regione omonima.